# Марио Загало
Марио Загало (на португалски: Mário Jorge Lobo Zagallo) е бразилски футболист и треньор. Той е първият световен шампион по футбол, който е печелил титлата и като състезател, и като наставник на националния си отбор. Държи рекорда за най-много световни титли общо, като има две като футболист (1958, 1962), една като треньор (1970) и една като координатор на националните отбори (1994).
По време на кариерата си на терена играе като ляво крило и е част от златния състав на „Селесао“ със звезди като Пеле, Гаринча, Вава, Диди. Като треньор освен в родината си работи и в Азия, където печели Купата на Азия със Саудитска Арабия и класира тима на ОАЕ на Световното първенство през 1990 г.
През 1992 г. е награден с Почетен медал от ФИФА. През 2013 г. е класиран на 9-то място в класацията на World Soccer за най-велики мениджъри на всички времена.

## Клубна кариера
Започва кариерата си в Америка (Рио де Жанейро) през 1948 г. През 1950 г. преминава във Фламенго. Част е от тима на „червено-черните“, който печели три поредни титли на Кампеонато Кариока (1953, 1954, 1955). През 1955 г. отборът печели междуградската купа Рио – Сао Пауло. Тъй като по това време няма държавно първенство, Фламенго участва редовно в различни приятелски турнири освен в града, и в Перу, Аржентина и Израел. Общо във всички турнири записва 205 мача, в които е вкарал 29 гола.
През 1958 г. Фламенго изпитва финансови проблеми и продава Загало въпреки желанието на футболиста. Марио става част от Ботафого, тъй като съпругата му е преподавател и ще изгуби работата си при преместване в друг град. Заедно с Гаринча, Диди и Нилтон Сантос Загало става важна част от тима и печели Кампеонато Кариока през 1961 и 1962 г., както и Купата на шампионите Рио – Сао Пауло през 1961 г. и междуградския турнир Рио – Сао Пауло през 1962 и 1964 г.

## Национален отбор
Повикан е в националния отбор в навечерието на Световното първенство в Швеция през 1958 г. Треньорът Висенте Феола се възползва от поливалентността на Загало и способността му да върши много работа в защита. Така схемата от 4-2-4 прелива в 4-3-3, като Марио се смества в средата и помага на халфовете Диди и Зито. Загало вкарва първия си гол за Бразилия във финала на шампионата, спечелен с 5:2 срещу Швеция.
На следващата година е в състава за Копа Америка, където Бразилия завършва на второ място. Отново е в състава на Селесао за Световно първенство през 1962 г., като вкарва гол при успеха над Мексико с 2:0 в групите. Бразилия печели втората си световна титла на шампионата в Чили.
Освен това с Бразилия Загало е носител на Атлантическата купа (1960) и трофеите "Бернардо О'Хигинс (1959, 1961) и „Освалдо Круз“ (1958, 1961, 1962).

## Треньорска кариера
Веднага след края на кариерата си става треньор на Ботафого. Извежда тима до титла на Бразилия през 1968 г. както и до две щатски титли. Общо води Ботафого в 4 периода, а освен това на три пъти е начело на Фламенго и в още два периода води Васко да Гама.
Води националния отбор през периода 1967 – 1968 и се завръща начело на „Селесао“ през 1970 г. Треньор е на тима, спечелил световна титла на шампионата в Мексико, като налага схемата 4-2-4. Така става вторият най-млад наставник световен шампион, като по това време е на 38 години.
Между 1976 и 1978 г. е начело на Кувейт и с тима достига финал на Купата на Азия в Иран през 1976 г. В Азия е още бил начело на Ал Хилал, с който става шампион на Саудитска Арабия. Между 1981 и 1984 г. е треньор на националния тим на „саудитите“. Води Обединените арабски емирства в квалификациите за Мондиал 1990 и класира тима, но в навечерието на турнира е заменен от Карлос Алберто Парейра.
От 1991 до 1994 г. е координатор на националните отбори на Бразилия. Като част от щаба на Карлос Алберто Парейра печели световната титла през 1994 г., а след това застава за трети път начело на „Селесао“. През 1997 г. печели Копа Америка и Купата на Конфедерациите, поради което е избран за най-добър треньор на национални отбори за годината. Води Бразилия на Световното първенство през 1998 г., където тимът губи финала от домакина Франция.

## Успехи

### Като футболист
Фламенго
- Кампеонато Кариока – 1953, 1954, 1955

Ботафого
- Кампеонато Кариока – 1961, 1962
- Турнир „Рио-Сао Пауло“ – 1962, 1964

Бразилия
- Световно първенство – 1958, 1962

### Като треньор
Ботафого
- Бразилска Серия А – 1968
- Кампеонато Кариока – 1967, 1968

Флуминензе
- Кампеонато Кариока – 1971

Фламенго
- Кампеонато Кариока – 1972, 2001
- Купа на шампионите – 2001

Ал Хилал
- Саудитска Премиер лига – 1979

Бразилия
- Световно първенство – 1970
- Копа Америка – 1997
- Купа на Конфедерациите – 1997